# 빅터 차
빅터 동 차(Victor Dong Cha, 1961년 10월 27일 ~ )는 조지타운 대학교 정치학과 교수이며, 미국 전략국제문제연구소 한국석좌이다. 대한민국식 이름은 차유덕(車維德)이고, 본관은 연안(延安).

## 생애
1961년 미국 뉴욕에서 동양 램프 등 문화상품 사업을 하던 한국인 차문영과 임순영의 아들로 태어났다. 컬럼비아 대학교에서 학사 학위와 박사 학위를 취득하였고, 옥스퍼드 대학교에서 석사 학위를 취득하였다.
2004년 12월부터 2007년 5월까지 미국의 국가안전보장회의(NSC)의 아시아 담당국장이었다. 그는 대북 문제에 대하여 부시 대통령에게 최측근에서 조언하는 사람 중 하나였다. 또한 아시아 연구기금(D. S. Song-Korea Foundation Chair in Asian Studies)의 책임자를 맡았다.
그는 한국과 일본 각국이 공통의 동맹국인 미국과의 관계라는 맥락에서 양국 간의 관계를 개선해야 한다고 주장하고 있으며, 미국은 중국과 안정된 관계를 취하면서 동아시아에서 군사력을 감축해야 한다는 입장을 가지고 있다. 아시아의 안보에 대하여 많은 기사와 책을 썼는데 그의 책 《적대적 제휴 - 한국, 미국, 일본의 삼각 안보체제》는 일본의 오히라 저작상을 받았다. 다트머스 대학교의 데이비드 강 교수와 함께 《북한의 핵 : 개입 전략에 대한 논쟁(Nuclear North Korea: A Debate on Engagement Strategies)》을 공저하였는데, 빅터 차는 강경파로 데이비드 강은 온건파로서 견해를 교환하는 형식이다.
2017년 8월 미국 행정부는 빅터 차를 주한 미국대사로 내정했고, 12월 한국 정부의 아그레망(임명동의) 절차를 완료하였다. 그러나 그가 북한의 핵 미사일 관련 시설을 타격하는 전략에 반대하고, 한국·미국 자유무역협정(FTA) 개정에 반대하는 이견을 표명하자 2018년 1월 트럼프 행정부는 내정을 철회하였다.
빅터 차의 아버지 차문영은 1932년 전라남도 강진군 군동면에서 태어났다. 차문영의 큰아버지는 군동면장을 지낸 차종채이다. 차문영은 이홍구 전 총리, 이회창 전 한나라당 총재와 경기고등학교 동기 동창이다. 차문영은 컬럼비아 대학에서 공부하기 위하여 1954년 한국을 떠났다.
어머니 임순영은 줄리어드 음대에서 하프를 전공하였다.
빅터 차는 농림수산부 장관을 지낸 김식의 딸과 결혼하였다. 김식도 전라남도 강진군 출신으로 육군사관학교를 나왔고, 제11대·12대 국회의원을 지냈다.